# Muhammad Jusuf Kalla

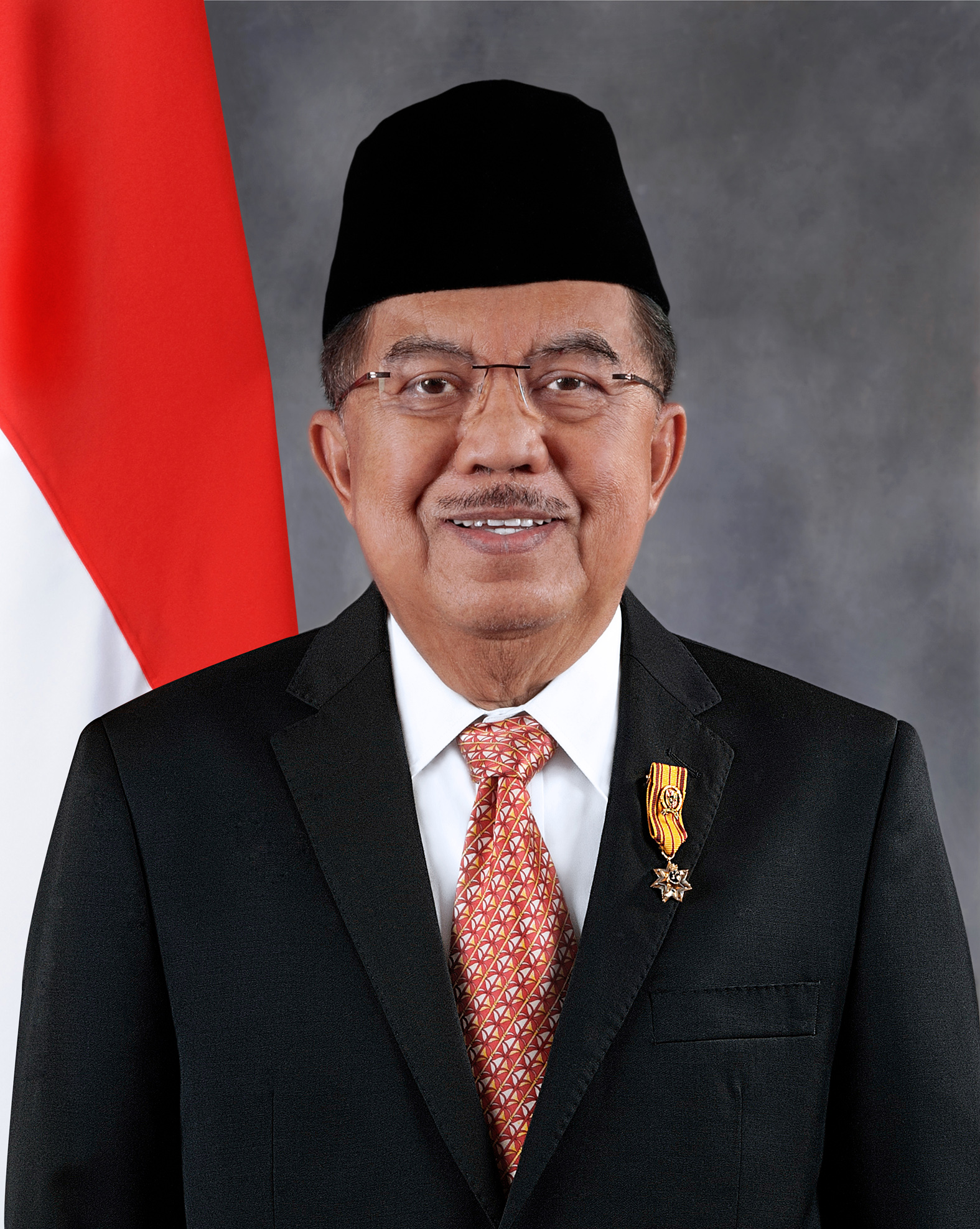
Muhammad Jusuf Kalla (2014)

Muhammad Jusuf Kalla (* 15. Mai 1942 in Watampone, Süd-Sulawesi) war von 2014 bis 2019 12. Vizepräsident von Indonesien und von 2004 bis 2009 der 10. Vizepräsident Indonesiens und in der gleichen Amtszeit Vorsitzender der Golkar-Partei.

## Leben
Er hat eine Karriere als Geschäftsmann hinter sich und entwickelte aus einer Transport-. Import- und Exportfirma einen großen Mischkonzern. Zeitweise war er Präsident des indonesischen Roten Kreuzes und Funktionär der indonesischen Handelskammer.
Noch während des Wahlkampfes zur Präsidentschaftswahl im Oktober 2004 wurde Kalla aus der Partei ausgeschlossen, da er als Vizepräsident des Kandidaten der Demokratischen Partei, Susilo Bambang Yudhoyono antrat. Nachdem der Golkar-Kandidat Wiranto bereits in der ersten Runde ausschied und Yudhoyono das Präsidentenamt errang, war Kalla rehabilitiert. Im Dezember 2004 gewann er die Abstimmung um den Golkar-Parteivorsitz gegen Akbar Tanjung.
Bei den Präsidentschaftswahlen 2014 war er Vizepräsidentschaftskandidat unter Joko Widodo. Auch dieses Mal kandidierte er nicht für Golkar, sondern für die Demokratische Partei.